# Denis Myšák
Denis Myšák (Bojnice, 30 de noviembre de 1995) es un deportista eslovaco que compite en piragüismo en la modalidad de aguas tranquilas.
Participó en dos Juegos Olímpicos de Verano, obteniendo dos medallas, plata en Río de Janeiro 2016 (K4 1000 m) y bronce en Tokio 2020 (K4 500 m).
Ganó cuatro medallas en el Campeonato Mundial de Piragüismo entre los años 2015 y 2021, y seis medallas en el Campeonato Europeo de Piragüismo entre los años 2016 y 2022.

## Palmarés internacional
| Juegos Olímpicos   | Juegos Olímpicos        | Juegos Olímpicos  | Juegos Olímpicos |
| Año                | Lugar                   | Medalla           | Competición      |
| ------------------ | ----------------------- | ----------------- | ---------------- |
| 2016               | Río de Janeiro (Brasil) | Medalla de plata  | K4 1000 m        |
| 2020               | Tokio (Japón)           | Medalla de bronce | K4 500 m         |
| Campeonato Mundial |                         |                   |                  |
| Año                | Lugar                   | Medalla           | Competición      |
| 2015               | Milán (Italia)          | Medalla de oro    | K4 1000 m        |
| 2019               | Szeged (Hungría)        | Medalla de bronce | K4 1000 m        |
| 2021               | Copenhague (Dinamarca)  | Medalla de plata  | K4 500 m         |
| 2021               | Copenhague (Dinamarca)  | Medalla de bronce | K2 500 m         |
| Campeonato Europeo |                         |                   |                  |
| Año                | Lugar                   | Medalla           | Competición      |
| 2016               | Moscú (Rusia)           | Medalla de oro    | K4 1000 m        |
| 2016               | Moscú (Rusia)           | Medalla de plata  | K4 500 m         |
| 2017               | Plovdiv (Bulgaria)      | Medalla de plata  | K4 500 m         |
| 2017               | Plovdiv (Bulgaria)      | Medalla de bronce | K4 1000 m        |
| 2021               | Poznań (Polonia)        | Medalla de plata  | K4 500 m         |
| 2022               | Múnich (Alemania)       | Medalla de plata  | K4 500 m         |